# بداغ‌دره
بداغ‌دره (ترکی آذربایجانی: Budaqdərə) یک منطقهٔ مسکونی در جمهوری آرتساخ است که در استان کاشاتاق واقع شده‌است.